# Hayley Tullett
Hayley Tullett (* 17. Februar 1973 in Swansea als Hayley Parry) ist eine britische Mittelstreckenläuferin.

## Sportliche Erfolge
Zweimal nahm sie an Olympischen Spielen teil: Im 1500-Meter-Lauf wurde sie 2000 in Sydney Elfte und kam 2004 in Athen ins Halbfinale.
Ihren größten Erfolg feierte sie mit dem Gewinn der Bronzemedaille bei den Leichtathletik-Weltmeisterschaften 2003 in Paris/Saint-Denis. Sie musste sich dabei über 1500 m in persönlicher Bestzeit (3:59,95 min) nur Tatjana Tomaschowa aus Russland (3:58,52 min) sowie der Türkin Süreyya Ayhan (3:59,04 min) geschlagen geben. Im gleichen Jahr wurde Tullet auch Landesmeisterin in der gleichen Disziplin.
Bei den Commonwealth Games gewann sie, für Wales startend, über 1500 m 2002 in Manchester eine Silbermedaille in 4:07,52 min hinter Kelly Holmes und 2006 in Melbourne Bronze (4:06,76 min).

## Persönliche Bestzeiten
- 800 m: 2:00,49 min, 19. Juli 2003, Madrid
- 1500 m: 3:59,95 min, 31. August 2004, Paris
- 3000 m: 8:45,39 min, 15. Juli 2000, Gateshead

## Sonstiges
Hayley Tullett ist 1,66 m groß und wiegt 58 kg. Sie ist seit 1999 mit dem Stabhochspringer Ian Tullett verheiratet.